# Comuna de Koszęcin
Koszęcin (polaco: Gmina Koszęcin) é uma gminy (comuna) na Polónia, na voivodia de Santa Cruz e no condado de Lubliniecki.
De acordo com os censos de 2004, a comuna tem 11 453 habitantes, com uma densidade 89,1 hab/km².

## Área
Estende-se por uma área de 129 km², incluindo:
- área agrícola: 41%
- área florestal: 52%

## Demografia
Dados de 30 de Junho 2004:
|                      | Total   | Total | Mulheres | Mulheres | Homens  | Homens |
| -------------------- | ------- | ----- | -------- | -------- | ------- | ------ |
|                      | pessoas | %     | pessoas  | %        | pessoas | %      |
| População            | 11 453  | 100   | 5819     | 50,8     | 5634    | 49,2   |
| Densidade (pop./km²) | 89,1    | 100   | 45,3     | 45,3     | 43,8    | 43,8   |

De acordo com dados de 2002, o rendimento médio per capita ascendia a 1190,89 zł.

## Subdivisões
- Brusiek, Cieszowa, Koszęcin, Piłka, Rusinowice, Sadów, Strzebiń, Wierzbie.

## Comunas vizinhas
- Boronów, Herby, Kalety, Kochanowice, Lubliniec, Tworóg, Woźniki